# Premier métatarsien
Pour un article plus général, voir Métatarsien.

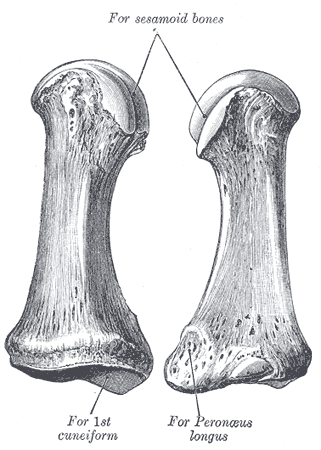
Le premier métatarsien

 Le premier métatarsien est un os long du métatarse situé à l'arrière du gros orteil.

## Description
Le premier os métatarsien est le plus court des métatarsiens et de loin le plus épais et le plus solide d'entre eux.
Comme les quatre autres métatarsiens, il peut être divisé en trois parties : la base, le corps et la tête. La base est la partie la plus proche de la cheville et la tête est la plus proche du gros orteil. La partie rétrécie au milieu est appelée le corps de l'os. L'os est quelque peu aplati, ce qui lui donne deux faces : une face plantaire et une face dorsale (la zone tournée vers le haut en position debout).
La base ne présente, en règle générale, pas de surfaces articulaires sur ses côtés, mais parfois sur le côté latéral il y a une facette ovale, par laquelle elle s'articule avec le deuxième métatarsien. Sur la partie latérale de la surface plantaire, il y a une proéminence ovale rugueuse, la tubérosité du premier os métatarsien, pour l'insertion du tendon du muscle long fibulaire.
Le premier métatarsien s'articule avec le cunéiforme médial et dans une moindre mesure avec l'os cunéiforme intermédiaire pour former la première articulation tarso-métatarsienne. Sa surface articulaire proximale est large et en forme de rein ; sa circonférence est rainurée, pour les ligaments tarso-métatarsiens, et donne médialement l'insertion d'une partie du tendon du muscle tibial antérieur.
Le corps de l'os est fort et de forme prismatique bien marquée.
La tête est grande. Sur sa face plantaire se trouvent deux facettes rainurées sur lesquelles glissent les os sésamoïdes. Les facettes sont séparées par une élévation lisse.

## Insertions musculaires
| Muscle                                    | Direction | Zone d'attache                         |
| ----------------------------------------- | --------- | -------------------------------------- |
| Muscle tibial antérieur                   | Insertion | Base du premier métatarsien            |
| Muscle long fibulaire                     | Insertion | Tubérosité du premier métatarsien      |
| Premier muscle interosseux dorsal du pied | Origine   | Partie latérale du premier métatarsien |